# Selbstantigen
Selbstantigene sind Antigene, die von Zellen eines Organismus dem Immunsystem, wie beispielsweise Makrophagen, Lymphozyten, B-Zellen und NK-Zellen, als körpereigen präsentiert werden. Die Selbstantigene sind für die immunologische Toleranz wichtig, in der das Immunsystem körpereigene Substanzen als solche erkennt und nicht bekämpft (Selbsttoleranz).

## Selbstantigene und ihre Funktion
T-Lymphozyten, die während der Thymozyten-Entwicklung im Thymus ein Selbstantigen erkennen – das heißt autoreaktiv sind –, werden durch Apoptose ausselektiert (negative Selektion).
Die präsentierten Selbstantigene sind keine vollständigen Proteine, sondern Peptidfragmente. Die Fragmente entstehen durch Proteinabbau im Proteasom (→siehe Hauptartikel Antigenpräsentation).
Im Thymus wird den T-Zellen die Toleranz gegenüber
- Bestandteilen des Serums,
- allgemeinen Proteinen des Zellstoffwechsels und
- Zelloberflächenantigenen

„antrainiert“.
Auch außerhalb des Thymus, in der Peripherie, findet eine negative Selektion statt, wenn T-Zellen in Kontakt mit dem Selbstantigen kommen.
Findet diese Selektion nicht statt, beispielsweise weil nicht genügend Selbstantigene von den Thymusepithelien exprimiert werden, so kann dies zu Autoimmunkrankheiten führen. Die Selbstantigene sind in diesen Fällen Autoantigene, an die Autoantikörper binden können.
B-Zellen, die lösliche, das heißt nicht zellgebundene, Selbstantigene erkennen, sind für diese „Antigene“ anergisch.
Mit an starke Adjuvantien gekoppelten Selbstantigenen ist es möglich durch Immunisierung autoreaktive T-Zellen, das heißt T-Zellen, die gegen den eigenen Körper gerichtet sind, zu erhalten.